# جبال سينت إلياس

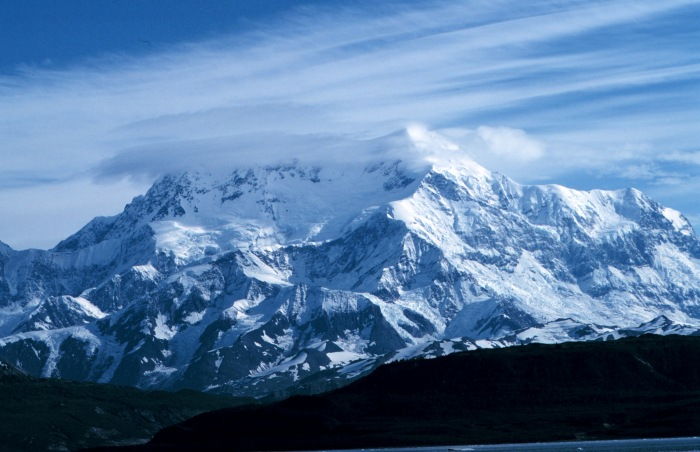
جبال سينت الياس

جبال سينت الياس هي سلسلة جبال فرعية من نطاق ساحل المحيط الهادئ، وتقع في جنوب شرق ولاية ألاسكا في الولايات المتحدة، جنوب غرب يوكون والجزء الشمالي الغربي بعيدا جدا من كولومبيا البريطانية في كندا. نطاق يمتد رانجل سانت. الياس الحديقة الوطنية والحفاظ في الولايات المتحدة الأمريكية وKluane الحديقة الوطنية والاحتياط في كندا ويشمل كل من الجليدية خليج الحديقة الوطنية في ولاية ألاسكا. في ألاسكا، ومجموعة تضم أجزاء من المدينة / البلدة من Yakutat و على Hoonah-Angoon في ومناطق التعداد فالديز-كوردوفا

## الجيولجيا
ورغم أن معظم للنطاق هو غير البركانية، وأجزاء في الطرف الغربي بالقرب من جبال رانجل هي البركانية. وتشمل هذه المنطقة اثنين stratovolcanoes الكبرى، جبل تشرشل وجبل بونا، وهذا الأخير هو أعلى بركان في الولايات المتحدة. إلى الغرب من جبال سانت إلياس هو خطأ فيروذر التي لا تزال نشطة، والذي هو امتداد شمالا من شارلوت خطأ الملكة. مجموعة مار الياس هو نتيجة من 10 ملايين سنة من أمريكا الشمالية التكتونية لوحة دفع المواد على النحو يبطل صفيحة المحيط الهادئ، ثم المواد التي يجري أرهقتهم الأنهار الجليدية

## النطاقات
يتم تقسيم الجبال بواسطة منخفض ديوك، مع سلسلة جبال كلوان تقريبًا إلى الشرق، وسلسلة جبال الجليد الأعلى إلى الغرب. النطاقات الفرعية لسلسلةجبال سينت إلياس تشمل نطاقات ألاسكا، وسلسلة جبال فيرويذر، وسلسلة جبال سينتينيال.